# Villeneuve-les-Sablons
Villeneuve-les-Sablons település Franciaországban, Oise megyében. Lakosainak száma 1188 fő (2022. január 1.). Villeneuve-les-Sablons Amblainville, Hénonville, Ivry-le-Temple, Méru és Saint-Crépin-Ibouvillers községekkel határos.

## Népesség
A település népessége az elmúlt években az alábbi módon változott:
| Lakosok száma | 1269 | 1210 | 1188 | 1176 | 1165 | 1153 | 1159 | 1188 |
|               | 2013 | 2015 | 2017 | 2018 | 2019 | 2020 | 2021 | 2022 |